# Église Saint-Michel de Pékin
L'église Saint-Michel (chinois traditionnel : 聖彌厄爾教堂 ; chinois simplifié : 圣弥厄尔教堂 ; pinyin : shèng míèěr jiàotáng), connue aussi sous le nom de l'église de la rue Dongjiaoming (东交民巷天主堂), est une église qui se trouvait dans la concession française de Pékin. Elle était connue comme l'église de la légation française. Elle a été construite en 1901 par les missionnaires lazaristes français. Elle est placée sous le vocable de l'archange saint Michel. 
L'édifice a été fermé en 1958 et n'a été rouvert qu'en 1989.
Elle a été inscrite sur la 5e liste des sites historiques et culturels majeurs protégés au niveau national en 2003, sous le numéro de catalogue 474.